# ويليام إتش ستيل
ويليام إتش ستيل (بالإنجليزية: William H. Steele)‏ هو عسكري أمريكي، ولد في عقد 1950.